# US Massese 1919
US Massese 1919 (wł. Unione Sportiva Massese 1919 S.r.l.) – włoski klub piłkarski, mający siedzibę w mieście Massa, w środkowej części kraju, grający od sezonu 2019/20 w rozgrywkach Eccellenza Toscana.

## Historia
Chronologia nazw:
- 1919: Società Sportiva Juventus Massa
- 1928: klub rozwiązano
- 1929: Associazione Sportiva Fascista Angelo Belloni
- 1942: Unione Sportiva Fascista Massese "Paolo Lorenzo Paladini"
- 1944: Unione Sportiva Massese Juventus
- 1954: Unione Sportiva Massese Aquilotti
- 1969: Associazione Sportiva Massese "Aquilotti"
- 1970: Associazione Sportiva Massese S.p.a.
- 1979: Massese Calcio
- 1980: Football Club Massese S.r.l.
- 1982: Unione Sportiva Massese '82 S.r.l.
- 1991: Unione Sportiva Massese S.r.l.
- 2009: klub rozwiązano
- 2009: Società Sportiva Dilettantistica Massese Calcio S.r.l.
- 2012: Unione Sportiva Massese 1919 S.r.l.

Klub sportowy SS Juventus Massa został założony w miejscowości Massa w 1919 roku. Wcześniej od 1912 roku w mieście istniał klub o nazwie Società Sportiva Forza e Coraggio F.B.C., który rozegrał swój pierwszy mecz 15 lutego 1914 roku. 29 marca 1915 roku S.S. Forza e Coraggio zmienił nazwę na Massa F.C., ale wkrótce nastąpił podział klubu na S.S. Pro Massa i U.S. Massese. 5 kwietnia 1915 roku odbyło się pierwsze miejskie derby pomiędzy S.S. Pro Massa a Polisportiva Carrarese.
Po zakończeniu I wojny światowej w mieście w 1919 roku powstał klub o nazwie SS Juventus Massa, który zebrał piłkarzy byłych miejskich klubów. Początkowo zespół występował w lokalnych turniejach towarzyskich w barwach biało-zielonych, a w 1920 klub dołączył do F.I.G.C. W sezonie 1920/21 zespół debiutował w rozgrywkach Terza Categoria Toscana (D3), awansując do Promozione Toscana (obecnie Serie B). W 1923 jednak spadł do Terza Divisione Toscana. W sezonie 1927/28 został sklasyfikowany na 9 miejscu w grupie C Terza Divisione Toscana. Klub został zdyskwalifikowany z mistrzostw po meczu 4 grudnia 1927, we wszystkich nierozegranych meczach przyznano walkower 0:2. Klub został rozwiązany.
W 1929 roku klub został odrodzony przez faszystowskich przywódców Massy pod nazwą Associazione Sportiva Fascista Angelo Belloni i przyjął barwy amarantowe. W sezonie 1929/30 zwyciężył w grupie C Terza Divisione Toscana (D5), a potem po zajęciu drugiego miejsca w rundzie finałowej, zdobył promocję do Seconda Divisione Toscana. W 1932 zespół awansował do Prima Divisione, ale w 1935 roku zawiesił działalność, ponieważ wielu graczy faszystowskiego związku wyjechało na wojny toczące się w latach 1935-1941. Dopiero w 1942 roku klub przywrócił działalność i z nazwą US Fascista Massese "Paolo Lorenzo Paladini" w szaro-niebieskich kolorach startował w Prima Divisione Toscana (D4).
Po kolejnym przymusowym zawieszeniu mistrzostw spowodowanych przez II wojnę światową, w 1944 roku, po przybyciu do Toskanii wojsk alianckich, klub pozbył się faszystowskich symboli i zmienił nazwę na US Massese Juventus. Przyjaźń między jednym z założycieli klubu z Massy a ówczesnym prezesem bardziej znanego Juventusu, doprowadziła do zmiany oficjalnych kolorów Massese na czarno-białe. Po wojnie często zdarzało się, że Massese grał w czarnych koszulkach z dużym białym "J", której piłkarze Juventusu używali jako alternatywnego stroju. W 1946 roku zespół awansował do Serie C. W 1948 roku w wyniku reorganizacji systemu lig został zdegradowany do Promozione (D4). W 1954 klub zmienił nazwę na US Massese Aquilotti, a w 1965 powrócił do Serie C. W 1969 nazwa klubu została zmieniona na AS Massese "Aquilotti", a w 1970 awansował do Serie B, przyjmując nazwę na Associazione Sportiva Massese S.p.a. Jednak debiut w Serie B był nieudanym i po roku spadł z powrotem do Serie C. W 1979 klub zmienił nazwę na Massese Calcio, a w 1980 roku na FC Massese S.r.l. Wtedy zespół spadł do Serie D (D5).
Po zakończeniu sezonu 1981/82, w którym zajął 8.miejsce w grupie E Campionato Interregionale (D5), klub ogłosił bankructwo, jednak po spłaceniu długów i przywróceniu majątku klubu, z nazwą US Massese '82 S.r.l. kontynuował występy w piątej lidze. W 1983 awansował do Serie C2, a w 1991 do Serie C1, zmieniając nazwę na US Massese S.r.l. W 1996 spadł do Serie C2, a w 1997 do Campionato Nazionale Dilettanti (D5), który w 1999 przyjął nazwę Serie D. W 2000 nastąpił kolejny spadek, tym razem do Eccellenza Toscana. W 2002 awansował do Serie D, w 2004 do Serie C2, a w 2005 do Serie C1. W 2008 klub został zdegradowany o dwa poziomy przez Ligę do Serie D za kilkuminutowe opóźnienie w dostarczeniu dokumentów niezbędnych do rejestracji w Serie C1. W następnym roku spadł do Eccellenza Toscana.
W 2009 roku z powodu poważnych problemów ekonomicznych klub ogłosił upadłość. Natychmiast powstał nowy klub o nazwie SSD Massese Calcio S.r.l., który przejął tytuł sportowy od zbankrutowanego klubu. W 2012 zespół awansował do Serie D, po czym zmienił nazwę na US Massese 1919. W 2019 spadł do Eccellenza Toscana.

## Barwy klubowe, strój
|  |  |

Klub ma barwy biało-czarne. Zawodnicy domowe spotkania zazwyczaj grają w pasiastych pionowo biało-czarnych koszulkach, czarnych spodenkach oraz czarnych getrach.

## Sukcesy

### Trofea międzynarodowe
Nie uczestniczył w rozgrywkach europejskich (stan na 31-05-2020).

### Trofea krajowe
| \| \| Zdobyte trofea w rozgrywkach Włoch (stan na: 31-08-2020) \| |                                                          |      |                          |
| Rozgrywki                                                         | Osiągnięcie                                              | Razy | Sezon(y)                 |
| · Mistrzostwo                                                     | I miejsce                                                | 0    |                          |
| · Mistrzostwo                                                     | II miejsce                                               |      |                          |
| · Mistrzostwo                                                     | III miejsce                                              | 0    |                          |
| · Puchar                                                          | zdobywca                                                 | 0    |                          |
| · Puchar                                                          | finalista                                                | 0    |                          |
| · Puchar                                                          | 1/128 finału                                             | 1    | 2013/14                  |
| II liga                                                           | I miejsce                                                | 1    | 1921/22 (Toscana)        |
| II liga                                                           | II miejsce                                               | 1    | 1921/22 (grupa finałowa) |
| II liga                                                           | III miejsce                                              | 0    |                          |
| Włochy                                                            | Zdobyte trofea w rozgrywkach Włoch (stan na: 31-08-2020) |      |                          |

- Serie C/Serie C1 (D3):
  - mistrz (1x): 1969/70
  - wicemistrz (1x): 1968/69 (B)
  - 3.miejsce (2x): 1947/48 (O), 1965/66 (B)

## Piłkarze, trenerzy, prezydenci i właściciele klubu

### Prezydenci
...
- od 2019:  Gianni Nepori

## Struktura klubu

### Stadion
Klub piłkarski rozgrywa swoje mecze domowe na Stadio degli Oliveti w mieście Massa o pojemności 11 500 widzów.

### Derby
- Carrarese Calcio 1908
- USD Castelnuovo
- Empoli FC
- AS Livorno Calcio
- Lucchese 1905
- AC Pisa 1909
- US Pistoiese 1921
- Spezia Calcio
- Viareggio Calcio